# NGC 4780
NGC 4780 ist eine Balkenspiralgalaxie im Sternbild der Jungfrau und etwa 151 Millionen Lichtjahre von der Milchstraße entfernt. 
Sie wurde im Jahr 1880 von Ernst Wilhelm Leberecht Tempel entdeckt. In einer Vergleichsstudie (Elmegreen & Elmegreen, 1987) wurde die Struktur der Spiralarme von NGC 4780 wie folgt klassifiziert: zwei symmetrische, kurze Arme in den inneren Regionen, unregelmäßige äußere Arme.

## NGC 4780-Gruppe (LGG 313)
| Galaxie   | Alternativname | Entfernung/Mio. Lj |
| --------- | -------------- | ------------------ |
| NGC 4739  | PGC 43571      | 164                |
| NGC 4780  | PGC 43870      | 151                |
| NGC 4776  | PGC 43754      | 154                |
| PGC 43710 | MCG -01-33-035 | 154                |